# Christentum in Kuwait
Die Anzahl der Christen in Kuwait beträgt etwa 300.000.
Die Religionsfreiheit wird in der Verfassung lediglich erwähnt. Es sind auch einige christliche Konfessionen anerkannt. Es gibt jedoch sehr wenige Christen, die die Staatsbürgerschaft Kuwaits besitzen.

## Konfessionen
Offiziell anerkannt sind:

### Römisch-katholische Kirche

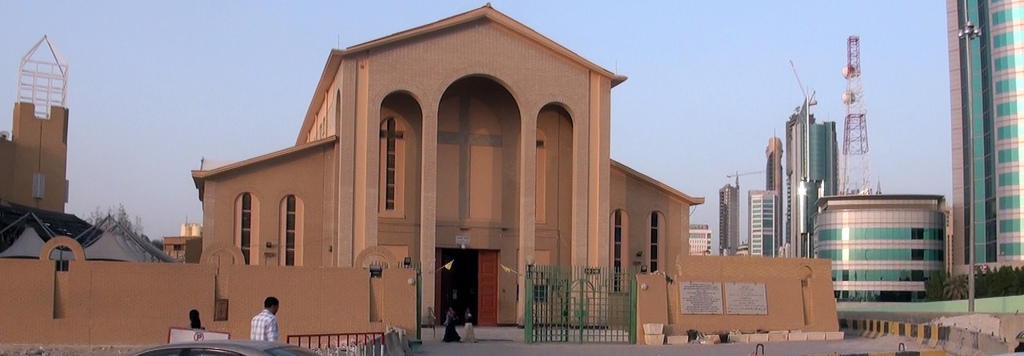
Holy Family Cathedral, Kuwait.

Die Römisch-katholische Kirche in Kuwait zählt 75.000–200.000 Mitglieder. 1953 wurde die Apostolische Präfektur Kuwait gegründet, die 1954 zum Apostolischen Vikariat Kuwait erhoben wurde und 2011 in Apostolisches Vikariat Nördliches Arabien umbenannt wurde. Der Apostolische Vikar war zuletzt bis zu seinem Tod im April 2020 Camillo Ballin.
Die Melkitische Griechisch-Katholische Kirche zählt 1.000–2.000 Mitglieder.

### Orthodoxe Kirchen
Die Koptisch-Orthodoxe Kirche zählt  etwa 60.000 Mitglieder, die Armenisch-Orthodoxe Kirche etwa 4.000 und die griechisch-orthodoxe Kirche etwa 3.500.

### Protestantische Kirchen
Die National Evangelical Church zählt in Kuwait etwa 40.000 Mitglieder in mehr als 70 Gemeinden.
Auch die Siebenten-Tags-Adventisten sind in Kuwait vorhanden.